# Dům spolku Schlaraffia
Dům spolku Schlaraffia je neogotická budova postavená jako sídlo recesistického spolku Schlaraffia v Chebu.

## Historie
21. prosince 1902 byla pod názvem Schlaraffia Egra založena chebská pobočka recesistického spolku Schlaraffia. Vzhledem k tomu, že se spolek tematicky odkazoval na středověkou symboliku, byl jejich spolkový dům navržen v historizujícím stylu s množstvím pseudogotických a pseudorománských prvků. Architektonický návrh vypracoval výmarský architekt Rudolf Zapfe a podle něho pak zpracoval chebský stavitel Franz Kraus v letech 1909–10 projektovou dokumentaci. Stavba byla realizována v letech 1910–13.
Po odsunu německého obyvatelstva po druhé světové válce už nebyl spolek Schlaraffia obnoven a objekt byl nejprve v roce 1947 zapůjčen a poté v roce 1950 trvale převeden do majetku Československé církve husitské, která jej vlastní do současnosti (2024).
Od roku 2019 je budova kulturní památkou.

## Architektura
Třípatrový dům na obdélníkovém půdorysu je součástí řadové zástavby Vrbenského ulice v Chebu. Stavba je pětiosá, nejnápadnější je nicméně středová část s arkýřem s osmi krakorci v patře a převýšenou atikou. Dále zaujme v přízemí vpravo trojdílné okno s tudorským obloukem, které je po stranách ozdobeno štukovými bájnými zvířaty. Hlavní vstup do domu je umístěn v přízemí vlevo. Nad ním je archivolta s nápisem IN ARTE VOLUPTAS (latinsky radost z umění). Archivolta je doplněna dvěma soškami výrů velkých. Ti jsou – pod německým jménem Uhu – hlavním symbolem Schlaraffiánů. Písmena A. U. ve štuku znamenají Anno Uhui (roku výra), datace 50–51 pak značí ve schlaraffiánském letopočtu, počítaném od založení spolku, roky 1909–10, tedy roky, kdy vznikal projekt spolkového domu.
Zatímco exteriér budovy je primárně neogotický, interiér je pojednán spíš v neorománském stylu. Dům má suterén, zvýšené přízemí, dvě patra a půdu. Spolkový sál situovaný ve zvýšeném přízemí je zaklenut valenou klenbou podepřenou neorománskými sloupy a pilastry. V prostoru se zachovalo původní dřevěné táflování.
Když objekt získala Církev československá husitská, zřídila ve spolkovém sále kapli a výzdobu v 50. letech 20. století doplnila na čelní stěně reliéfem Dobrý pastýř od Jana Vítězslava Duška.